# John Jabez Edwin Mayall

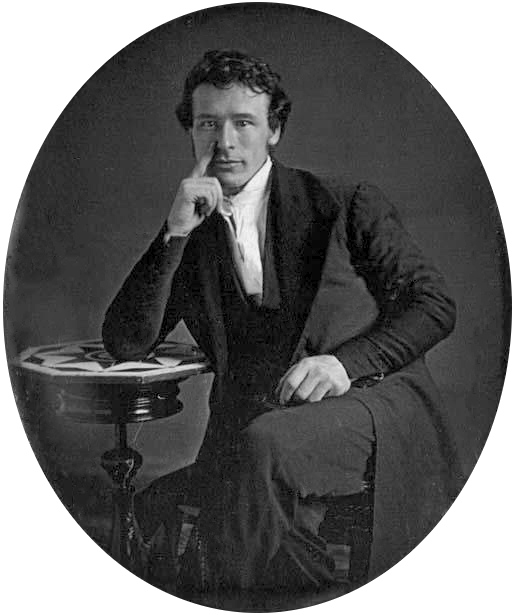
John Jabez Edwin Mayall (Daguerreotypie, c. 1844)

John Jabez Edwin Mayall (* 17. September 1813 in Oldham, Lancashire als Jabez Meal; † 6. März 1901 in Southwick, West Sussex) war ein britischer Fotograf und Lokalpolitiker.
Mayall war einer der erfolgreichsten britischen Berufsfotografen des 19. Jahrhunderts. Vor allem seine Aufnahmen der Königsfamilie sowie anderer Personen des öffentlichen Lebens erfreuten sich großer Beliebtheit. Er gehörte zu den ersten, denen es gelang, Fotos prominenter Persönlichkeiten erfolgreich zu vermarkten.

## Leben

### Frühe Jahre und erste Erfolge als Fotograf
Mayall wurde als Sohn von John Meal, einem Hersteller chemischer Erzeugnisse, und seiner Frau Elizabeth geboren und auf den Namen Jabez Meal getauft. Über seine frühen Jahre gibt es so gut wie keine gesicherten Informationen, außer dass er 1834 heiratete. Angeblich trat er beruflich in die Fußstapfen seines Vaters. Allerdings gibt eine Zensusliste von 1841 Leinweber als seinen Beruf an.
Ende 1841 oder Anfang 1842 verließ er mit seiner Familie England und ließ sich nach einem Aufenthalt in New York in Philadelphia nieder. Wahrscheinlich nahm er zu diesem Zeitpunkt den Nachnamen Mayall an. Es ist nicht sicher, ob er, wie er selbst später behauptete, das Daguerreotypie-Verfahren bereits in England kennengelernt hatte oder sich erst in Philadelphia mit ihm vertraut machte. In jedem Fall etablierte er sich in den USA schnell als Vertreter des noch sehr jungen Handwerks der Fotografie. Er ging eine Partnerschaft mit Samuel Van Loan ein, einem anderen Engländer, und die beiden betrieben ein gemeinsames Fotostudio. Sie erhielten 1844 eine Auszeichnung des Franklin Institute für ihre fotografische Produktion.
1845 wurde Mayall alleiniger Eigentümer des Fotostudios. Im folgenden Jahr verkaufte er es jedoch an Marcus Aurelius Root (1808–1888, der sich zu einem der erfolgreichsten amerikanischen Daguerreotypisten entwickeln sollte) und ging zurück nach England. Möglicherweise lag die Ursache hierfür in rechtlichen Schwierigkeiten, die sich aus Mayalls Praxis ergeben hatten, Daguerreotypien von Hand zu kolorieren.

### Höhepunkt seines Schaffens bis 1863

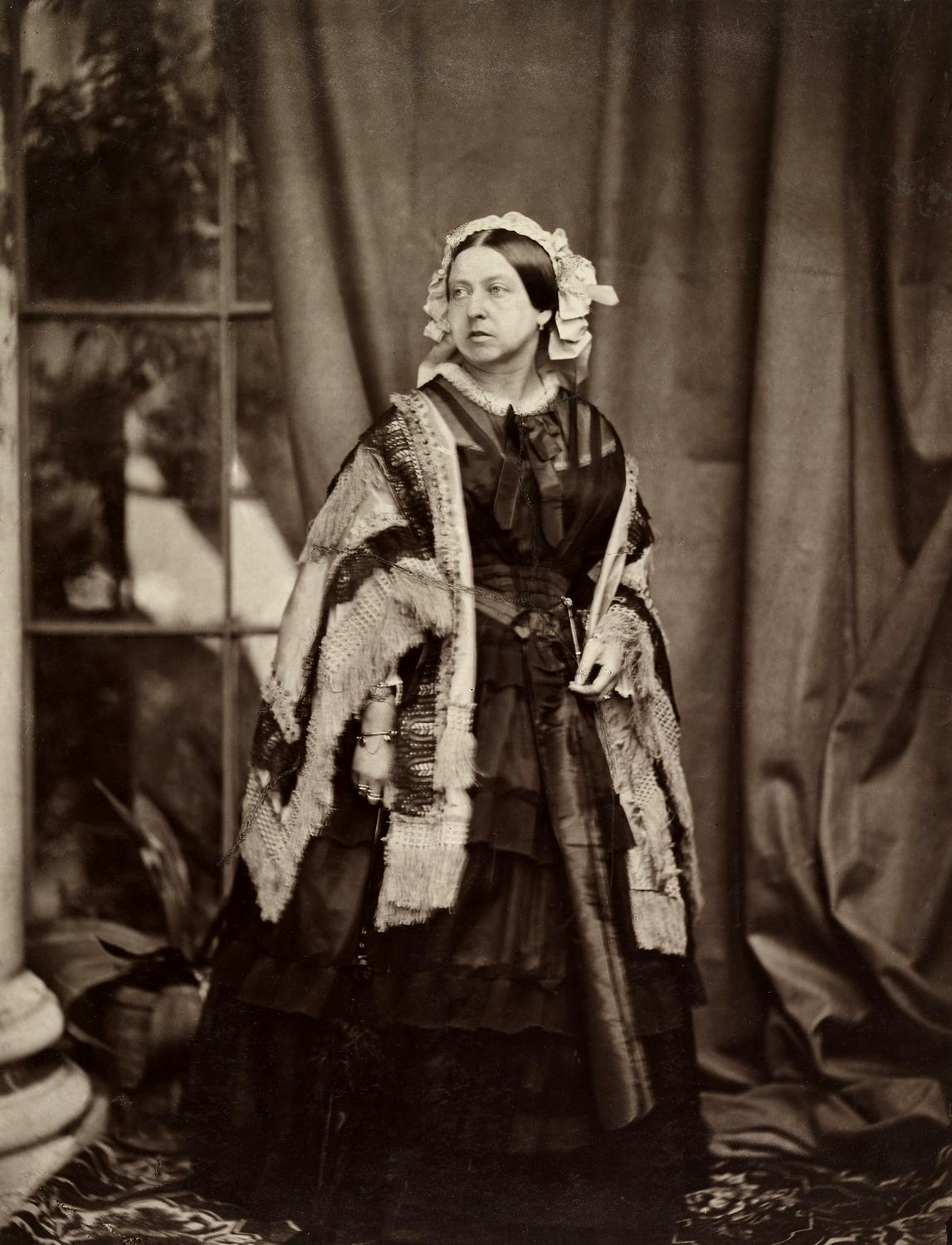
Königin Victoria (1860)

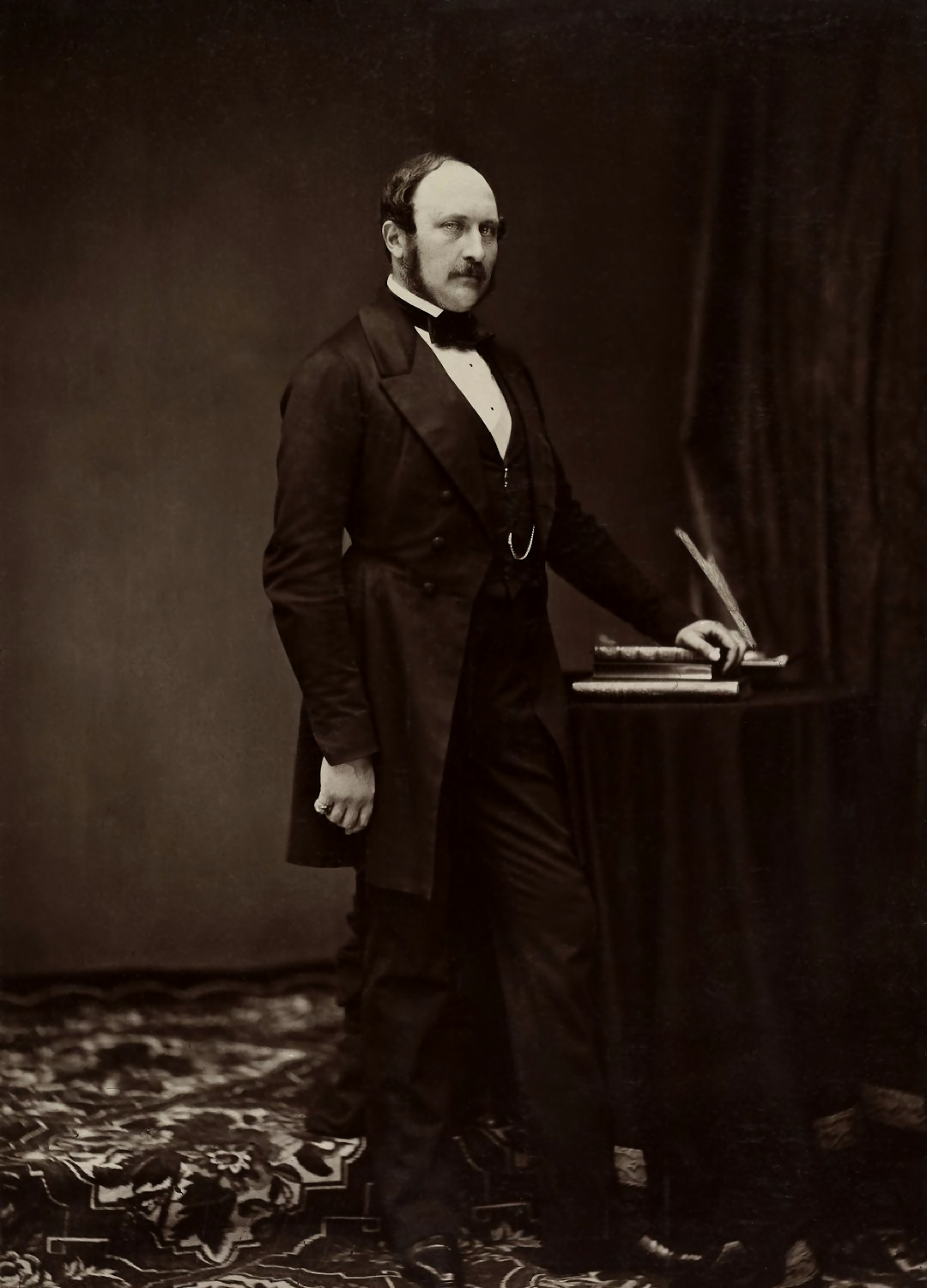
Prinz Albert (1860)

Mayall ließ sich nun in London nieder. Zunächst arbeitete er für Antoine Claudet (1797–1867), einen weiteren Pionier der Daguerreotypie, betrieb ab 1847 aber am Strand ein eigenes Studio und nannte sich „Professor Highschool“. Ab 1848 benutzte er die Bezeichnung American Daguerreotype Institution für sein Atelier. Mayall wurde allgemein für einen Amerikaner gehalten, was seinen Erfolg beflügelt haben dürfte, denn die amerikanische Technik galt als überlegen. Bald zählte er zu den anerkanntesten Fotografen Londons.
Seinen beruflichen Durchbruch erzielte Mayall 1851, als auf der Great Exhibition 72 seiner Daguerreotypien ausgestellt wurden, viele davon aus seiner Zeit in den USA stammend. Er erhielt eine lobende Erwähnung der Juroren und zog die Aufmerksamkeit von Prinz Albert, dem Gatten von Königin Victoria, auf sich, der ein Förderer der Fotografie war. Außerdem fotografierte Mayall die Ausstellung selbst, darunter den Crystal Palace. 1855 lud Prinz Albert den Fotografen erstmals ein, die Königin und Mitglieder ihrer Familie abzulichten. Ebenfalls im Jahr 1855 beriet Mayall die britische Armee und schulte zwei Soldaten, die den Krimkrieg dokumentieren sollten. Sein wachsender beruflicher Erfolg hatte sich bereits 1853 gezeigt, als er ein zweites Studio in der Regent Street eröffnet hatte.
Der nun als John Edwin Mayall bekannte Fotograf engagierte sich in der 1853 gegründeten Photographic Society of London und hielt bei ihren Treffen mehrere Vorträge. Im Mai 1860 durfte Mayall erneut die königliche Familie fotografieren. Die vierzehn Fotos von Königin Victoria, Prinz Albert und ihren Kindern wurden im August des Jahres als Royal Album veröffentlicht und erwiesen sich als spektakulärer Erfolg. Bei der Hochzeit des Prince of Wales, dem späteren König Eduard VII., mit Alexandra von Dänemark im März 1863 trat Mayall als offizieller Fotograf auf und ließ zu diesem Zweck eigens ein Glashaus in Windsor Castle errichten. Das daraus gewonnene Renommee brachte ihm weitere Aufträge herausragender Persönlichkeiten ein, darunter William Ewart Gladstone und Lord Palmerston.

### Spätere Jahre in Brighton
Zusätzlich zu seinen drei Londoner Ateliers eröffnete Mayall 1863 ein Studio in Brighton. 1864 zog er selbst in das Seebad und überließ die Londoner Geschäfte seinem ältesten Sohn Edwin (1835–1872). Das Studio in Brighton leitete er selbst, ließ sich dabei aber ab 1865 zunehmend von einem weiteren Sohn John Mayall junior (1842–1891), helfen. Das Familienunternehmen betrieb im Lauf der Jahre nicht weniger als zehn Studios in London, vier in Brighton, eins in Kingston upon Thames und drei im australischen Melbourne. Bei vielen Fotos, die in dieser Zeit unter Mayalls Namen veröffentlicht wurden, so bekannte Aufnahmen von Albert Heim und John Ruskin, lässt sich die genaue Urheberschaft nicht mehr feststellen.
1864 wurde Mayall zum Fellow der Royal Institution und 1871 zum Fellow der Chemical Society gewählt. Ebenfalls im Jahr 1871 begann er eine lokalpolitische Karriere in Brighton, in deren Zuge er zunächst Ratsmitglied, ab 1874 Beigeordneter und von 1877 von 1878 Bürgermeister war. 1875 saß er im Vorstand der Photographic Society of London.
John Jabez Edwin Mayall starb am 6. März 1901 im Alter von 87 Jahren. Das letzte Fotoatelier des von ihm gegründeten Familienunternehmens schloss 1941 seine Pforten.

### Privates
Mayall war zweimal verheiratet. Aus der 1834 geschlossenen Ehe mit Eliza Parkin (1816–1870) gingen drei Söhne und eine Tochter hervor. Ein Jahr nach dem Tod seiner ersten Frau heiratete Mayall die um mehr als zwanzig Jahre jüngere Witwe Celia Victoria Hooper, mit der er zwei weitere Töchter und noch einen Sohn hatte.

## Bedeutung seines Werks
Während er in Philadelphia lebte, stellte Mayall zwischen 1843 und 1844 eine Serie von zehn Fotografien her, die das Vaterunser allegorisch umsetzten, eine bis dahin noch kaum bekannte Form der Nutzung des neuen Mediums. In einer Broschüre warb Mayall 1848 damit, dass er für sie „einige der schönsten und talentiertesten Damen Philadelphias“ abgelichtet hatte und stellte sie in den Kontext eigener Bemühungen, Fotografie zur Kunstform zu erheben. Leider sind die Bilder nicht überliefert. In nachfolgenden Fotoserien illustrierte Mayall Szenen aus Macbeth und Hamlet sowie Thomas Campbells Gedicht „The Soldier's Dream“.
Mayall war an der technischen Weiterentwicklung der Fotografie stets interessiert und leistete auch eigene Beiträge dazu. Bereits kurz nach seiner Ankunft in Philadelphia nahm er Kontakt mit Hans Martin Boyé und Paul Beck Goddard auf, zwei Chemikern der University of Pennsylvania, die an einer Verbesserung des Daguerreotypie-Verfahrens arbeiteten. Nach seiner Rückkehr nach England verzichtete Mayall auf das Kolorieren seiner Daguerreotypien, weil er befürchtete, die Farben könnten chemische Prozesse mit den fotografischen Materialien auslösen und dadurch die Lebensdauer der Fotos verkürzen. Wie viele Fotografen der Zeit wechselte er in den 1850er-Jahren von der Daguerreotypie- zur Kollodium-Nassplatten-Technik. Nach dem Tod ihres Erfinders Frederick Scott Archer regte er in Fotografenkreisen einen Unterstützungsfonds für dessen Witwe an und stiftete selbst den größten Einzelbetrag. Er ließ mehrere eigene Erfindungen patentieren, darunter 1855 ein als Ivorytypie bekannt gewordenes Verfahren, mit dem Fotos auf künstliches Elfenbein gedruckt werden konnten. Nach ihrer Kolorierung ähnelten diese Fotos Elfenbeinminiaturen, konnten aber für einen Bruchteil der Kosten hergestellt werden. Eine weitere Erfindung Mayalls war eine Art Blende, deren sternförmiger Zuschnitt dazu führte, dass die resultierenden Fotos Charakteristika von Zeichnungen aufwiesen.
Mayall nahm für sich in Anspruch, der Erste gewesen zu sein, der erfolgreich mit Hilfe der Kollodium-Technik Vergrößerungen von Daguerreotypien herstellte. Auch in späteren Jahren blieb er der Verbesserung der Vergrößerungstechniken verschrieben, sodass er schließlich lebensgroße Abzüge seiner Fotos herstellen konnte. Im Jahr 1880 war das Mayall-Studio in der Bond Street eines der ersten Fotoateliers, in denen elektrisches Licht verwendet wurde.
Im Unterschied zu den meisten Gentleman-Fotografen, die die Photographic Society of London prägten, war Mayall an den kommerziellen Möglichkeiten des neuen Mediums stark interessiert, insbesondere in Hinsicht auf die Vermarktung von Visitenkartenporträts bekannter Persönlichkeiten. Zusammen mit dem Verleger D. J. Pound veröffentlichte er zwischen 1858 und 1863 mit The Illustrated News of the World and National Portrait Gallery of Eminent Personages eine Serie von Stichen, die auf eigenen Aufnahmen beruhten und einen der ersten Versuche darstellten, aus Fotos von Prominenten Kapital zu schlagen. Mit seinem Royal Album von 1860 wurden erstmals Fotos der Königsfamilie einer breiteren Öffentlichkeit zugänglich gemacht. Auch seine Fotoserie Mayall’s Celebrities of the London Stage (1867–68) erfreute sich großer Beliebtheit. Bevor 1862 ein neues Urheberrechtsgesetz verabschiedet wurde, versah Mayell Abzüge solcher Prominentenfotos mit seinen Initialen und mit dem Datum des Abzugs, um so die weit verbreiteten Nachdrucke eindämmen zu können.